# رود ایچن
رود ایچن رودی است به River Leam می‌ریزد. این رود از کشور بریتانیا می‌گذرد. طول آن ۲۸٫۷ کیلومتر (۱۷٫۸ مایل) است.